# Deer Creek (Minnesota)
Deer Creek es una ciudad ubicada en el condado de Otter Tail en el estado estadounidense de Minnesota. En el Censo de 2010 tenía una población de 322 habitantes y una densidad poblacional de 30,85 personas por km².

## Geografía
Deer Creek se encuentra ubicada en las coordenadas 46°23′26″N 95°19′21″O / 46.39056, -95.32250. Según la Oficina del Censo de los Estados Unidos, Deer Creek tiene una superficie total de 10.44 km², de la cual 10.39 km² corresponden a tierra firme y (0.42%) 0.04 km² es agua.

## Demografía
Según el censo de 2010, había 322 personas residiendo en Deer Creek. La densidad de población era de 30,85 hab./km². De los 322 habitantes, Deer Creek estaba compuesto por el 98.45% blancos, el 0% eran afroamericanos, el 0.93% eran amerindios, el 0% eran asiáticos, el 0% eran isleños del Pacífico, el 0% eran de otras razas y el 0.62% pertenecían a dos o más razas. Del total de la población el 0.62% eran hispanos o latinos de cualquier raza.